# Маріана Авітія
Маріана Авітія  (ісп. Mariana Avitia, 18 вересня 1993) — мексиканська лучниця, олімпійська медалістка.

## Виступи на Олімпіадах
| Олімпіада   | Дисципліна | Місце |
| ----------- | ---------- | ----- |
| Пекін 2008  | особисті   | 8     |
| Лондон 2012 | особисті   | 3     |
| Лондон 2012 | командні   | 7     |